# Chad Jenkins
Stephen Chadwick Jenkins (né le 22 décembre 1987 à Chattanooga, Tennessee, États-Unis) est un lanceur droitier des Ligues majeures de baseball jouant avec les Blue Jays de Toronto.

## Carrière
Joueur à l'Université Kennesaw State, Chad Jenkins est un choix de première ronde des Blue Jays de Toronto en 2009. Lanceur partant dans les ligues mineures, Jenkins fait ses débuts dans le baseball majeur comme lanceur de relève pour Toronto le 7 août 2012.